# Бенетице (Свјетла на Сазави)
Бенетице (чеш. Benetice) је мало село које се налази у близини града Свјетла на Сазави у Чешкој Републици.

## Историја
У овом месту некад је постојала фабрика стакла. Иако више не ради, неки локални називи места изведена су од делова фабрике, попут (Na sušírnách или Sklárenský rybník). Постоји и рекреациони центар у Бенетицама, који је кориштен као камп удружења пионира из Чешке, али и из Мађарске, Пољске и Немачке.
Бенетице имају жупни одбор који се састоји од три члана.
На тргу се налази Бенетичка липа, која је засађена 1945. године. У непосредној близини Бенетица су два највиша врха Свјетелска и Ледечка на Жебраковском брежуљку од 601 метра надморске висине. Из Бенетица се може видети и дворац Липњице, у којем се редовно крајем јула и почетком августа одржавају сусрети Велорекса, чехословачких возила на три точка.
У селу живи око 30 становника. Бенетице су од 1980. године постале део града Свјетла на Сазави.

### Историја имена
- 1375. - Beneczicze
- 1787. - Benetitz